# Lò phản ứng làm chậm neutron bằng than chì

Sơ đồ hoạt động của một lò phản ứng hạt nhân sử dụng than chì làm chất làm chậm neutron

Lò phản ứng làm chậm neutron bằng than chì là loại lò phản ứng hạt nhân sử dụng than chì làm chất làm chậm neutron, sử dụng urani tự nhiên làm nhiên liệu hạt nhân.
Lò phản ứng hạt nhân nhân tạo đầu tiên, Chicago Pile-1, sử dụng than chì hạt nhân làm chất làm chậm neutron. Các lò phản ứng làm chậm neutron bằng than chì đã tham gia vào hai trong số các thảm họa hạt nhân nổi tiếng nhất: một quá trình ủ than chì chưa được kiểm tra đã góp phần vào đám cháy Windscale (nhưng than chì không bắt lửa), còn sự kiện còn lại là do một đám cháy than chì trong thảm họa Chernobyl đã góp phần làm lan rộng chất phóng xạ.

## Lịch sử
Lò phản ứng hạt nhân đầu tiên, Chicago Pile-1, sử dụng cơ chế điều hòa neutron bằng than chì, được xây dựng bởi Enrico Fermi và các đồng sự vào năm 1942. Việc xây dựng và thử nghiệm các lò phản ứng này (một "pin nguyên tử") là một phần của Dự án Manhattan. Công việc này đã dẫn đến việc xây dựng lò phản ứng X-10 Graphite tại Phòng thí nghiệm quốc gia Oak Ridge, là lò phản ứng hạt nhân đầu tiên được thiết kế và xây dựng cho hoạt động liên tục, và bắt đầu hoạt động vào năm 1943.
Lò phản ứng hạt nhân trong thảm họa Chernobyl là một lò phản ứng RBMK điều hòa neutron bằng than chì.